# Kognitiv terapi
Kognitive terapier er en samlebetegnelse for nogle beslægtede former for psykoterapi, der har fokus på den menneskelige kognition. Betegnelsen omfatter bl.a. kognitiv terapi, kognitiv adfærdsterapi og metakognitiv terapi.
Antagelsen der ligger til grund for kognitiv terapi er, at vores følelser og adfærd i høj grad bestemmes af, hvordan vi strukturerer verden ved hjælp af tænkning, antagelser, og evalueringer; hvis man derfor kan identificere psykisk forstyrrede tanke- og handlingsmønstre, kan man ved passende terapi forsøge at erstatte disse med mere adækvate. Et kognitivt terapiforløb varer i gennemsnit 12-16 samtaler.
Kognitiv terapi er udviklet som psykoterapi til behandling af de psykiatriske diagnoser klinisk depression og angstsygdom, herunder også OCD og fobi. Kognitiv terapi er egnet til psykiske forstyrrelser, der skyldes en destruktiv tankegang, mens tilgangen ikke er velegnet til mere underliggende eller eksistentielle problemer. Kognitiv terapi er således en såkaldt overfladeterapi, der fokuserer på at give redskaber til problemløsning, snarere end på at behandle ubevidste eller bagvedliggende årsager.
Kognitiv terapi er mest velegnet til klienter, der ønsker at få videregivet konkrete redskaber til problemløsning gennem en struktureret og målrettet metode. Tilgangen er mindre velegnet til klienter, som ønsker mere dybdegående forandring eller større livsmening ved at undersøge de dybere lag af deres personlighed eller udforske de eksistentielle dimensioner af tilværelsen.

## Historie
Kognitiv terapi blev grundlagt af amerikanerne Albert Ellis og Aaron Beck, henholdsvis psykolog og psykiater. Begge arbejdede inden for psykoanalysen som i tiden efter 2. verdenskrig var meget dominerende. Aaron Becks kognitiv terapi blev oprindeligt udviklet til behandling af klinisk depression. Senere blev metoden videreudviklet til klinisk angst.

## En kort indføring i klassisk kognitiv terapi:[6]
Der er så at sige tre etager af tanker. De nederste – kerneantagelserne/skémata – er så at sige naturlovene: faste overbevisninger om, hvordan verden er indrettet ("Livet slutter med døden", "Jeg er afskyelig" etc.). Disse overbevisninger er normalt tavse eller ubevidste i den forstand, at man ikke tænker over dem – de er der bare.
Ovenover kommer leve-reglerne. Dette er de regler, som man følger for at overleve i verden – de er en slags indre ordsprog ("Hvis jeg er sød mod andre, kan de lide mig – og så kan jeg lide mig selv"). Også leve-regler er normalt ubevidste.
Når disse to sæt tanker bliver ramt af noget virkelighed – f.eks. at kæresten går – sætter de gang i den tredje etage: de automatiske tanker. Hvis man "ved", at man er afskyelig, og det kun er andres accept, der kan give én lov til at elske sig selv, vil de automatiske tanker ved kærestens afgang være noget i retning af: "Han/hun går, fordi jeg er afskyelig. Jeg vil ikke leve mere". Og når det er tankerne, bliver man selvfølgelig ude af sig selv af sorg og raseri (følelser) og råber og skriger eller skader sig selv (adfærd) – hvor andre grundforestillinger ville give tanker som: "Suk – men vi var vist også vokset fra hinanden", hvilket giver helt andre følelser og adfærd.
Det er klart, at det tager tid at forstå, hvordan ens egne tanker, følelser og adfærd hænger sammen. Derfor bruger den kognitive terapeut f.eks. Den kognitive Diamant:

Terapeuten spørger f.eks. om, hvad der skete, da kæresten gik, og det første svar vil som regel være vredt og usammenhængende. Men med hjælp fra Diamanten kan man begynde at finde ud af, hvordan hændelsen sætter gang i nogle tanker, der spiller sammen med følelser, fornemmelser og handlinger – og efterhånden også, hvilke grundforestillinger om verden og én selv, der ligger nedenunder det hele.
Selve samspillet med resten af verden er fint beskrevet af Albert Bandura, som har opstillet modellen for triadisk reciprokalitet:
Ens personlighed spiller sammen med ens handlinger, og begge dele påvirkes af – og påvirker – omverdenen. Hvis man f.eks. gerne vil virke "cool" (person), og forbinder det med at ryge (adfærd), vil man begynde at tænde en cigaret (adfærd), og derved føle sig "cool". Når man har tændt et vist antal cigaretter (adfærd), er det ved at blive en del af ens identitet (personlighed): "Jeg er ryger".
Udover individuelt kan metoden med stor fordel anvendes også i par- og familiesammenhænge :
Samliv er også præget af forestillinger og tolkninger. Mange mener f.eks., at kærlighed bevises ved at læse tanker ("Det burde jeg ikke behøve at sige"), at mænd nu engang er bedst til biler, at enhver familie bør have to-tre børn, to biler og et hus, der ligner Bo Bedre. Og hvis virkeligheden er en anden, kan dette give anledning til tanker om fiasko og følelser af værdiløshed og meningsløshed. Men de fleste mennesker vil – når de får lejlighed til at reflektere – være uenige med sig selv i mange af disse forestillinger. Samtidig er mange familieproblemer netop baseret på uudtalte forventninger – hvorfor terapien blandt andet handler om at blive klar over hinandens tanker.
Terapiformen er efterhånden blevet usædvanlig godt dokumenteret ved empirisk forskning inden for en meget lang række sygdomme – herunder angst, depressonslidelser, spiseforstyrrelser, samlivs- og alkoholproblemer, personlighedsforstyrrelser, psykoser og en hel del andre psykiske vanskeligheder og lidelser.

## Metodetilgange
Den kognitive terapi er en metode, der bygger på brug af teknikker og struktur. Den klassiske kognitive terapi er blevet videreudviklet, så der idag findes flere forskellige metodetilgange:

### Klassisk kognitiv terapi
Den klassiske kognitive terapi har fokus på kognitionen, som er en nøgle til forandring af følelser og adfærd. Denne tilgang opstod i 1960`erne og blev udviklet af Aaron Beck.

### Kognitiv adfærdsterapi (KAT/CBT)
Den kognitive adfærdsterapi (KAT/CBT) opstod i 1970`erne ved at integrere indsigter fra adfærdsterapi. Den kognitive adfærdsterapi undersøger klientens tanker og følelser for at forstå adfærden og ændre den. Tilgangen bruges blandt andet ved angst og depression.

### Mindfulness
Mindfulness er inspireret af buddhisme og bygger på en integration af den kognitive tilgang og praksis fra meditation. Et centralt punkt i mindfulness er evnen til nærvær og fuld opmærksomhed på det, der er lige nu. Tilstedeværelse med alle sanser vågne.

### Acceptance and Commitment Therapy (ACT)
Dette er en form for kognitiv adfærdsterapi, der fokuserer på at hjælpe enkeltpersoner med at acceptere de uundgåelige aspekter af livet og forpligte sig til at tage konstruktive skridt i retning af deres værdifulde mål. Det er en terapeutisk tilgang til mental sundhed.

### Metakognitiv terapi
Ved metakognitiv terapi er der tale om en form for psykoterapi, hvor en terapeut går ind og forsøger at fjerne det kognitive opmærksomhedssyndrom, ved at hjælpe patienten til at udvikle mønstre, der ændrer de metakognitive overbevisninger, der skaber negative tanke- og opmærksomhedsmønstre.

### Compassion Focused Therapy
Denne nyere spirituelle tilgang er inspireret af buddhisme og fokuserer på at udvikle selvmedfølelse og medfølelse for andre som et middel til at håndtere lidelse og skabe åndelig vækst.

## I Danmark
Kognitive terapier, herunder kognitiv adfærdsterapi (KAT) og andre beslægtede tilgange, har haft betydelig indflydelse på psykoterapeutiske praksis i Danmark og globalt. Kognitiv terapi havde en stor udbredelse i Danmark og var den mest udbredte metode blandt mange kliniske psykologer fra slutningen af det 20. århundrede til begyndelsen af det 21. århundrede. Metoden blev både anvendt i privat psykologbehandling og i psykiatrien, og set blev etableret uddannelsesprogrammer og træningsmuligheder inden for kognitiv adfærdsterapi i Danmark. Terapeuter kan gennemgå specialiseret uddannelse for at blive certificerede kognitive terapeuter. Fremtrædende forfatter inden for klassisk kognitiv terapi omfattede blandt andet Merete Mørch, Nicole Rosenberg og Irene Oestrich.
I Danmark har mindfulness blandt andet været repræsenterer af Lone Overby Fjorback, psykiater og ph.d. i Mindfulness,

## Kritik

### Kritik af kognitiv terapi
Kritikere hævder, at kognitiv terapi kan være mekanistisk og reducerende, idet den reducerer komplekse psykiske lidelser til kognitive mønstre og tankefejl. Dette kan undervurdere betydningen af sociale, kulturelle og kontekstuelle faktorer i en persons psykiske sundhed.
Nogle kritikere hævder, at kognitiv terapi lægger for stor vægt på kognitive processer og tankefejl og undervurderer betydningen af følelser. Dette kan betyde, at terapien ikke altid adresserer dybere følelsesmæssige oplevelser og traumer.
Kognitiv terapi er ofte kortsigtet og målorienteret, hvilket kan være en fordel i mange tilfælde. Dog kan kritikere hævde, at det kortsigtede fokus kan undervurdere vedvarende og komplekse psykiske problemer, der kræver længerevarende behandling.
Nogle kritikere hævder, at kognitiv terapi kan fokusere for meget på teknikker og for lidt på opbygning af en sund terapeut-klient-relation. Terapiens effektivitet er i høj grad afhængig af et positivt og tillidsfuldt terapeut-klient-forhold.
Kritikere hævder, at kognitiv terapi kan placere for stor vægt på individets ansvar for deres egne psykiske problemer og undervurdere de eksterne faktorer, der kan påvirke en persons mentale sundhed.
Selvom kognitiv terapi har vist sig at være effektiv for mange psykiske lidelser, kan den være mindre effektiv for visse komplekse eller svært behandlingsbare tilstande, som for eksempel personlighedsforstyrrelser, barndomstraume eller eksistentielle problemer. Der har desuden vist sig at være et stort problem med frafald i kognitive terapier, og mange klienter får tilbagefald efter noget tid, hvilket betyder, at behandlingen ikke altid er langtidsholdbar.

### Kritik af metakognitiv terapi
Metakognitiv terapi fokuserer på tankemønstre omkring bekymring og metakognition (tanker om tanker). Kritikere hævder, at terapien kan overgeneralisere og anse metakognition som den primære årsag til psykiske problemer, hvilket kan undervurdere andre faktorer som livsbegivenheder, sociale kontekster og biologiske komponenter.
Nogle kritikere mener, at metakognitiv terapi kan være for ensrettet i sin tilgang, hvilket betyder, at den måske ikke passer til alle klienter med forskellige former for psykiske problemer. Terapiformen har vist sig at være egnet til behandling af depression og angst, men kan mangle tilpasningsdygtighed i forhold til klienters individuelle behov. Kritikere hævder også, at det kan være svært at fastslå, om forbedringer, der opnås gennem metakognitiv terapi, er langsigtede og vedvarer over tid.